# Roland Tempel
|  | Denne artikel er oprettet af botten PalnaBot ud fra en ekstern database. Den kan derfor have sproglige fejl eller mangler. Denne skabelon kan fjernes efter kontrol af indholdet. |

Roland Tempel er en film instrueret af Jens Christian Top.

## Handling
Kan vor tids fortravlede bymenneske med god samvittighed påtage sig ansvaret for opdragelse og vedligeholdelse af en lille hund?